# Wild Huntsman
Wild Huntsman è un supereroe dei fumetti pubblicato dalla DC Comics. Comparve per la prima volta in Super Friends n. 45 (giugno 1981), e fu creato da E. Nelson Bridwell e Romeo Tanghal.

## Biografia del personaggio
Albrecht von Mannheim era la re-incarnazione del guerriero tedesco, a cui furono alleati un cavallo (Orkan) e un segugio (Donnershlag). La sua prima missione conosciuta fu aiutare i Wonder Twins a cercare un criminale. Come membro dei Global Guardians, gli fu più tardi fatto il lavaggio del cervello da Queen Bee di Bialya.Lui e i suoi alleati Sole Nascente e Tuatara attaccarono ognuno un avamposto neo-nazista. Huntsman e i suoi animali attaccarono e distrussero di persona un'infrastruttura appartenente all'aviazione della Nazione Ariana. Si confrontò con i membri della Justice League Animal Man e Capitan Atomo. Dopo la sconfitta, lui e i suoi animali finirono in coma.
Lui e i suoi animali furono curati nella divisione infermieristica del carcere di Belle Reve negli Stati Uniti. Al segnale di Queen Bee, lui e i suoi animali si svegliarono, distrussero una parete e fuggirono. Ritornò a Bialya e fu debitamente controllato per i piani di Queen Bee. Quando le fu chiesto perché non voleva tenere Huntsman e gli altri in Bialya, Queen Bee indicò che voleva che fossero gli altri paesi a doversi occupare della guarigione degli eroi.
Pochi anni più tardi, scomparve in battaglia con Fain Y'onia.
Wild Huntsman comparve in Red Robin n. 3.